# Jan Plug
Jan Plug (Katwijk, 2 april 2005) is een Nederlands voetballer die bij voorkeur als verdediger speelt. Hij staat tot medio 2026 onder contract bij Feyenoord.

## Clubcarrière

### Beginjaren
Plug groeide op in Katwijk en begon met voetballen bij K.v.v. Quick Boys. In 2016 werd hij opgepikt door Feyenoord, waar hij een groot deel van de jeugd doorliep.In februari 2023 werd Plug uitgeroepen tot Academy Speler van de Maand bij Feyenoord Onder 18, als erkenning voor zijn inzet en ontwikkeling. In juni 2023 tekende hij zijn eerste profcontract bij Feyenoord, een driejarige verbintenis tot medio 2026. Tijdens het seizoen 2024/25 speelde hij voornamelijk voor Feyenoord Onder 21 en was hij actief in de UEFA Youth League, waar hij als aanvoerder optrad.

### Feyenoord
Door vele blessures zat Plug in het seizoen 2024/25 regelmatig bij de wedstrijdselectie van Feyenoord 1. Op 14 mei 2025 maakte Plug zijn officiële debuut in het elftal, tijdens de thuiswedstrijd tegen RKC Waalwijk in de Eredivisie. Plug kwam in de 89e minuut in het veld voor Quilindschy Hartman. De 2-0 eindstand was toen al bereikt.

## Clubstatistieken
| Seizoen                    | Club           | Competitie     | Competitie | Competitie | Beker | Beker | Internationaal | Internationaal | Overig | Overig | Totaal | Totaal |
| Seizoen                    | Club           | Competitie     | Wed.       | Dlp.       | Wed.  | Dlp.  | Wed.           | Dlp.           | Wed.   | Dlp.   | Wed.   | Dlp.   |
| -------------------------- | -------------- | -------------- | ---------- | ---------- | ----- | ----- | -------------- | -------------- | ------ | ------ | ------ | ------ |
| 2024/25                    | Feyenoord      | Eredivisie     | 1          | 0          | 0     | 0     | 0              | 0              | 0      | 0      | 1      | 0      |
| Clubtotaal                 | Clubtotaal     | Clubtotaal     | 1          | 0          | 0     | 0     | 0              | 0              | 0      | 0      | 1      | 0      |
| Carrièretotaal             | Carrièretotaal | Carrièretotaal | 1          | 0          | 0     | 0     | 0              | 0              | 0      | 0      | 1      | 0      |
| Bijgewerkt op 22 juli 2025 |                |                |            |            |       |       |                |                |        |        |        |        |

## Trivia
- Plug is een neef van Dirk Kuijt.